# Nephrotoma schaeuffelei
Nephrotoma schaeuffelei är en tvåvingeart som först beskrevs av Mannheims 1964.  Nephrotoma schaeuffelei ingår i släktet Nephrotoma och familjen storharkrankar. Inga underarter finns listade i Catalogue of Life.